# Sonsub
La Sonsub è una società del gruppo Eni, di proprietà della compagnia di servizi per il mondo petrolifero, Saipem.
È una società altamente specializzata; il suo mercato è imperniato sulla fornitura di servizi per la gestione e il controllo delle attrezzature sottomarine.
In particolar modo, si occupa di gestire, monitorare e manutenzionare tubazioni e linee subacquee, teste pozzo sottomarine, croci di produzione marini e blowout preventer (BOP) sottomarini.
In linea di massima, va a monitorare queste ed altre attrezzature con l'ausilio di robot subacquei, dotati di telecamere e bracci meccanici, grazie ai quali è possibile eseguire operazioni sulle attrezzature, che altrimenti sarebbe impraticabili dai sub, in quanto oltre una certa profondità la pressione idrostatica dell'acqua risulta eccessiva per il corpo umano.
Questi automi sono definiti remotely operated vehicles (ROV).
La Sonsub ne possiede tredici, e sono macchinari tecnologicamente molto avanzati, per la costruzione dei quali sono impiegate speciali leghe (ad esempio di titanio).
Al tempo stesso la Sonsub possiede una flotta di dieci Vessels, ossia vascelli specializzati, utilizzati come navi di supporto delle piattaforme petrolifere.
Anche queste navi sono particolarmente avanzate sotto l'aspetto tecnologico, infatti sono molto potenti e versatili, in grado di operare sia come mezzi di soccorso, che come rimorchiatori o mezzi cargo, per il trasporto di materiali e viveri da terra alle piattaforme.
La Sonsub, ha diversi centri direzionali, i più importanti dei quali si trovano in Scozia ad Aberdeen e a Houston in Texas.
Tuttavia vanno segnalati anche gli uffici di Venezia, Singapore e Randaberg, in Norvegia.
Nel maggio 2010 la Sonsub ha perso la commessa della British Petroleum relativa agli interventi volti ad arginare e ridurre la perdita di petrolio nel Golfo del Messico.